# Codorna-do-himalaia
Codorniz-do-himalaia (Ophrysia superciliosa) é uma codorniz de tamanho médio extremamente rara e presumivelmente extinta.
Esta espécie é conhecida com certeza apenas de duas localidades nos Himalaias ocidentais, em Utaracanda, no noroeste da Índia. O último registo verificável é de 1876, apesar de numerosas buscas. No entanto, a sua sobrevivência não pode ser descartada, uma vez que pode ser uma espécie difícil de detectar. Os relatos não confirmados mais recentes, provêm de possíveis avistamentos na área de Nainital em 2003.
Possuí uma cauda longa, mas as suas asas são curtas bem como o seu voo, alimentando-se de sementes. Os registos da ave estão entre 1650 e 2400m. Tem uma plumagem macia.